# Nathan Paetsch
Nathan Paetsch (* 30. März 1983 in LeRoy, Saskatchewan) ist ein kanadischer Eishockeyspieler, der seit September 2017 wieder bei den Rochester Americans in der American Hockey League unter Vertrag steht.

## Karriere
Paetsch begann seine Karriere 1999 als 16-Jähriger in der Western Hockey League bei den Moose Jaw Warriors. In der Spielzeit 2000/01 wurde er in einer Team-internen Wahl als Verteidiger des Jahres ausgezeichnet und nach der Saison durch die WHL zum Playoff-MVP gekürt. Außerdem spielte er 2001 im CHL Top Prospects Game.
Nathan Paetsch wurde beim NHL Entry Draft 2001 von den Washington Capitals als 58. in der zweiten Runde ausgewählt, aber es kam kein Vertrag zwischen den Capitals und ihm zustande. Daher wurde er noch einmal in die Draft-Liste für den NHL Entry Draft 2003 eingetragen, bei dem er in der siebten Runde als 202. von den Sabres ausgewählt wurde.
Im gleichen Jahr beendete er sein Engagement in der WHL und startete seine Profikarriere beim Farmteam der Sabres, den Rochester Americans, in der American Hockey League. Dort konnte er von Jahr zu Jahr seine Punktausbeute verbessern und etablierte sich innerhalb des Teams, das ihn 2005/06 zum Most Valuable Player der Saison kürte. Sein erstes NHL-Spiel bestritt er am 7. Januar 2006 für die Sabres, in dem er seinen ersten NHL-Scorerpunkt erreichte. Zwar kehrte er nach diesem einen Spiel nach Rochester zurück, wurde aber aufgrund einer Serie von Verletzungen der Verteidiger der Sabres während der Stanley Cup Playoffs 2006 wieder in den Kader der Sabres berufen. Er debütierte in den NHL-Playoffs im siebenten Spiel des Eastern-Conference-Finals gegen die Carolina Hurricanes. Ab Sommer 2006 stand Paetsch dauerhaft im NHL-Kader, es gelang ihm jedoch nicht, sich einen Stammplatz zu erarbeiten. Im März 2010 wurde er zusammen mit einem Draft-Pick im Tausch gegen Raffi Torres an die Columbus Blue Jackets abgegeben. Im Juli 2010 unterzeichnete er einen Einjahresvertrag bei den Florida Panthers. Im Oktober 2010 wurde er von Florida zu den Vancouver Canucks getauscht, die ihn an die Rochester Americans ausliehen. Die Saison 2010/11 verbrachte er jedoch überwiegend bei den Syracuse Crunch in der AHL, bevor der Verteidiger im Juni 2011 einen Kontrakt bei den Grizzly Adams Wolfsburg aus der Deutschen Eishockey Liga erhielt. Für die Saison 2012/13 wurde der Kanadier von den Grand Rapids Griffins aus der American Hockey League verpflichtet.
Mit den Griffins gewann Paetsch 2013 und 2017 den Calder Cup. Anschließend kehrte er im September 2017 zu den Rochester Americans zurück.

### International
Nathan Paetsch vertrat sein Heimatland bei der World U-17 Hockey Challenge 2000 und beim U18 Four Nations Cup. Außerdem gehörte er der U20-Nationalmannschaft Kanadas bei den Juniorenweltmeisterschaften 2002 und 2003 an, mit der er jeweils das Finale gegen Russland verlor und die Silbermedaille gewann.

## Erfolge und Auszeichnungen
| - 2001 Teilnahme am CHL Top Prospects Game - 2003 WHL East Second All-Star-Team - 2006 Teilnahme am AHL All-Star Classic | - 2013 Calder-Cup-Gewinn mit den Grand Rapids Griffins - 2017 Calder-Cup-Gewinn mit den Grand Rapids Griffins |

### International
- 2002 Silbermedaille bei der U20-Junioren-Weltmeisterschaft
- 2003 Silbermedaille bei der U20-Junioren-Weltmeisterschaft

## Karrierestatistik
Stand: Ende der Saison 2019/20

### International
Vertrat Kanada bei:
- World U-17 Hockey Challenge 2000
- U20-Junioren-Weltmeisterschaft 2002
- U20-Junioren-Weltmeisterschaft 2003

(Legende zur Spielerstatistik: Sp oder GP = absolvierte Spiele; T oder G = erzielte Tore; V oder A = erzielte Assists; Pkt oder Pts = erzielte Scorerpunkte; SM oder PIM = erhaltene Strafminuten; +/− = Plus/Minus-Bilanz; PP = erzielte Überzahltore; SH = erzielte Unterzahltore; GW = erzielte Siegtore; 1 Play-downs/Relegation; Kursiv: Statistik nicht vollständig)